# Milena Toscano
Milena Gonçalves Toscano Ozores (Santo André, 11 de janeiro de 1984) é uma atriz e apresentadora de televisão brasileira.

## Carreira
Em 2001, Milena iniciou a carreira como atriz no filme Memórias Póstumas. Após algumas participações, integrou pela primeira vez um elenco fixo em 2005 na telenovela Os Ricos Também Choram do SBT, como a namoradeira Martina. Esteve no elenco da minissérie Amazônia, de Galvez a Chico Mendes e da telenovela Eterna Magia, sua primeira novela na TV Globo. Em 2009, fez participação no videoclipe "Parecia Estar", da banda Stevens, e interpretou a antagonista da décima sexta temporada de Malhação. Em 2010, ganhou sua primeira protagonista, a corajosa ambientalista Manuela em Araguaia. Em 2011, interpretou Vanessa em Fina Estampa Em 2013, retorna para a vigésima primeira temporada de Malhação como Bárbara, o último trabalho antes do fim de seu contrato na emissora.Em 2016, estreou na Record interpretando uma das personagens centrais de Escrava Mãe, a abolicionista e feminista Filipa, que lutava pela libertação dos negros e pelos direitos das mulheres. Pelo bom desempenho foi alçada ao posto de protagonista em O Rico e Lázaro como a órfã Joana, sendo este seu último trabalho na RecordTV. Em 2018, depois de 12 anos, assinou com o SBT e entrou para o elenco de As Aventuras de Poliana, no papel da fria e severa empresária Luisa, tia da protagonista Poliana, a qual teve que deixar após quatro meses ao descobrir estar grávida, sendo substituída por Thaís Melchior, no mesmo papel, durante as gravações. Em janeiro de 2020, comandou no Discovery Home & Health o programa Chá dos Sonhos - Lá vem o Bebê ao lado da organizadora de festas infantis Andrea Guimarães, no qual conhece histórias de mulheres anônimas grávidas com histórias muito especiais e as presentearão com um 'Chá dos Sonhos'.

## Vida pessoal
Milena estudou artes cênicas na oficina de atores da Rede Globo e, posteriormente, cursou cinema nos Studio Fátima Toledo, além de fazer cursos de teatro com Fernando Leal e Celina Sodré na Casa de Artes de Laranjeiras e Escola Livre de Teatro em Santo André. Em 2017, Milena Toscano se casou com o empresário Pedro Ozores, com quem já namorava há três anos e meio. Em 17 de setembro de 2018 nasceu João Pedro, primeiro filho do casal. Em 24 de junho de 2021, nasceu o segundo filho do casal, Francisco.

## Filmografia

### Televisão
| Ano  | Título                             | Personagem             | Nota                               | Emissora                |
| ---- | ---------------------------------- | ---------------------- | ---------------------------------- | ----------------------- |
| 2003 | A Casa das Sete Mulheres           | Clara                  | Episódio: "8 de abril"             | TV Globo                |
| 2004 | Da Cor do Pecado                   | Fã de Thor e Dionísio  | Episódio: "19 de junho"            | TV Globo                |
| 2004 | Começar de Novo                    | Sofia                  | Episódios: "18–20 de outubro"      | TV Globo                |
| 2005 | Os Ricos Também Choram             | Martina                |                                    | SBT                     |
| 2007 | Amazônia, de Galvez a Chico Mendes | Ilka Jobim             |                                    | TV Globo                |
| 2007 | Eterna Magia                       | Elisa Pelizari         |                                    | TV Globo                |
| 2008 | Poeira em Alto Mar                 | Joana Di Biase         |                                    | TV Globo                |
| 2008 | Faça Sua História                  | Cintia                 | Episódio: "Oswaldir Superstar"     | TV Globo                |
| 2008 | Casos e Acasos                     | Janaína Savoy          | Episódio: "O Desejo Escondido"     | TV Globo                |
| 2009 | Caminho das Índias                 | Gilda                  | Episódios: "20–25 de janeiro"      | TV Globo                |
| 2009 | TV Globinho                        | Apresentadora          | Temporada 10                       | TV Globo                |
| 2009 | Malhação                           | Paloma Limeira         | Temporada 16                       | TV Globo                |
| 2010 | Araguaia                           | Manuela Martinez       |                                    | TV Globo                |
| 2011 | Dança dos Famosos                  | Participante           | Temporada 8                        | TV Globo                |
| 2011 | Fina Estampa                       | Vanessa Tavares Ribas  |                                    | TV Globo                |
| 2012 | Super Chef Celebridades            | Participante           | Temporada 1                        | TV Globo                |
| 2013 | O Dentista Mascarado               | Enfermeira             | Episódio: "A Vingança do Paladino" | TV Globo                |
| 2013 | Malhação Casa Cheia                | Bárbara                | Temporada 21                       | TV Globo                |
| 2016 | Escrava Mãe                        | Filipa Gomes do Amaral |                                    | Rede Record             |
| 2017 | O Rico e Lázaro                    | Joana Bach             |                                    | Rede Record             |
| 2018 | As Aventuras de Poliana            | Luísa D'Ávila          | Episódios: 1-94                    | SBT                     |
| 2020 | Chá dos Sonhos                     | Apresentadora          |                                    | Discovery Home & Health |
| 2024 | Acerte ou Caia!                    | Participante           | Especial de Natal                  | Rede Record             |

### Cinema
| Ano  | Título                | Personagem                 | Nota           |
| ---- | --------------------- | -------------------------- | -------------- |
| 2001 | Memórias Póstumas     | Eugênia                    |                |
| 2004 | Olga                  | Hannah                     |                |
| 2006 | Anita, Amore & Storia | Anita Garibaldi            |                |
| 2007 | Sem Controle          | Aline / Úrsula das Virgens |                |
| 2008 | Inverno               | Ana                        | Curta-metragem |
| 2008 | Damasceno e o Caixão  | Rosane                     | Curta-metragem |

### Videoclipes
| Ano  | Canção          | Artista        |
| ---- | --------------- | -------------- |
| 2009 | "Parecia Estar" | Banda Estevens |

## Teatro
| Ano  | Título                  | Personagem         |
| ---- | ----------------------- | ------------------ |
| 2006 | Jovem Estudante Procura | Clara              |
| 2009 | Alguém Entre Nós        | Bianca             |
| 2009 | Vidas Divididas         | Marisete           |
| 2013 | Pirou?                  | Várias personagens |
| 2013 | Meu Ex-Imaginário       | Maria Antônia      |

## Prêmios e indicações
| Ano  | Prêmio                                     | Categoria                      | Trabalho        | Resultado |
| ---- | ------------------------------------------ | ------------------------------ | --------------- | --------- |
| 2008 | Festival de Cinema Brasileiro de Miami     | Melhor Atriz                   | Sem Controle    | Venceu    |
| 2009 | Festival de Cinema Internacional do Paraná | Melhor Atriz de Curta-Metragem | Inverno         | Venceu    |
| 2012 | Meus Prêmios Nick                          | Gata do Ano                    | Fina Estampa    | Indicada  |
| 2017 | Prêmio Contigo!                            | Melhor Atriz de Novela         | O Rico e Lázaro | Indicada  |